# Parapallene capra
Parapallene capra is een zeespin uit de familie Callipallenidae. De soort behoort tot het geslacht Parapallene. Parapallene capra werd in 1908 voor het eerst wetenschappelijk beschreven door Loman. 